# Regan Harrison
Regan Harrison (Australia, 25 de noviembre de 1977) es un nadador australiano especializado en pruebas de estilo braza, donde consiguió ser subcampeón olímpico en 2000 en los 4 x 100 metros estilos.

## Carrera deportiva
En los Juegos Olímpicos de Sídney 2000 ganó la medalla de plata en los relevos de 4 x 100 metros estilos (nadando el largo de braza), con un tiempo de 3:35.27 segundos que fue récord de Oceanía, tras Estados Unidos y por delante de Alemania.